# Monacos Grand Prix 2009
Monacos Grand Prix 2009 var det sjätte av 17 lopp ingående i formel 1-VM 2009.

## Rapport
Jenson Button i Brawn tog pole position 0,025 sekunder före Kimi Räikkönen i Ferrari. I andra ledet stod Rubens Barrichello i Brawn och Sebastian Vettel i Red Bull följda av Felipe Massa i Ferrari och Nico Rosberg i Williams. Från fjärde ledet startade Heikki Kovalainen i McLaren och Mark Webber i Red Bull framför Fernando Alonso i Renault och Kazuki Nakajima i Williams. Lewis Hamilton i McLaren fick avbryta kvalet efter att ha kört in i skyddsräcket och skadat vänster bakhjulsupphängning och startade efter ett senare växellådsbyte från den sista rutan.
Button tog starten och vann loppet före Barrichello vilket innebar Brawns tredje dubbelseger. Trea kom Räikkönen, som därmed tog säsongens första pallplats.
Vid detta lopp spelade däckvalet stor roll. De däck som fanns att tillgå var soft och super soft. Brawnbilarna startade på super soft medan de flesta andra startade på soft. Det visade sig tidigt att super soft-däcken slets mer än väntat varför Brawn gjorde de första depåstoppen tidigare än planerat. Sedan hade man fördelen att kunna avsluta loppet på de hårdare däcken.

## Resultat

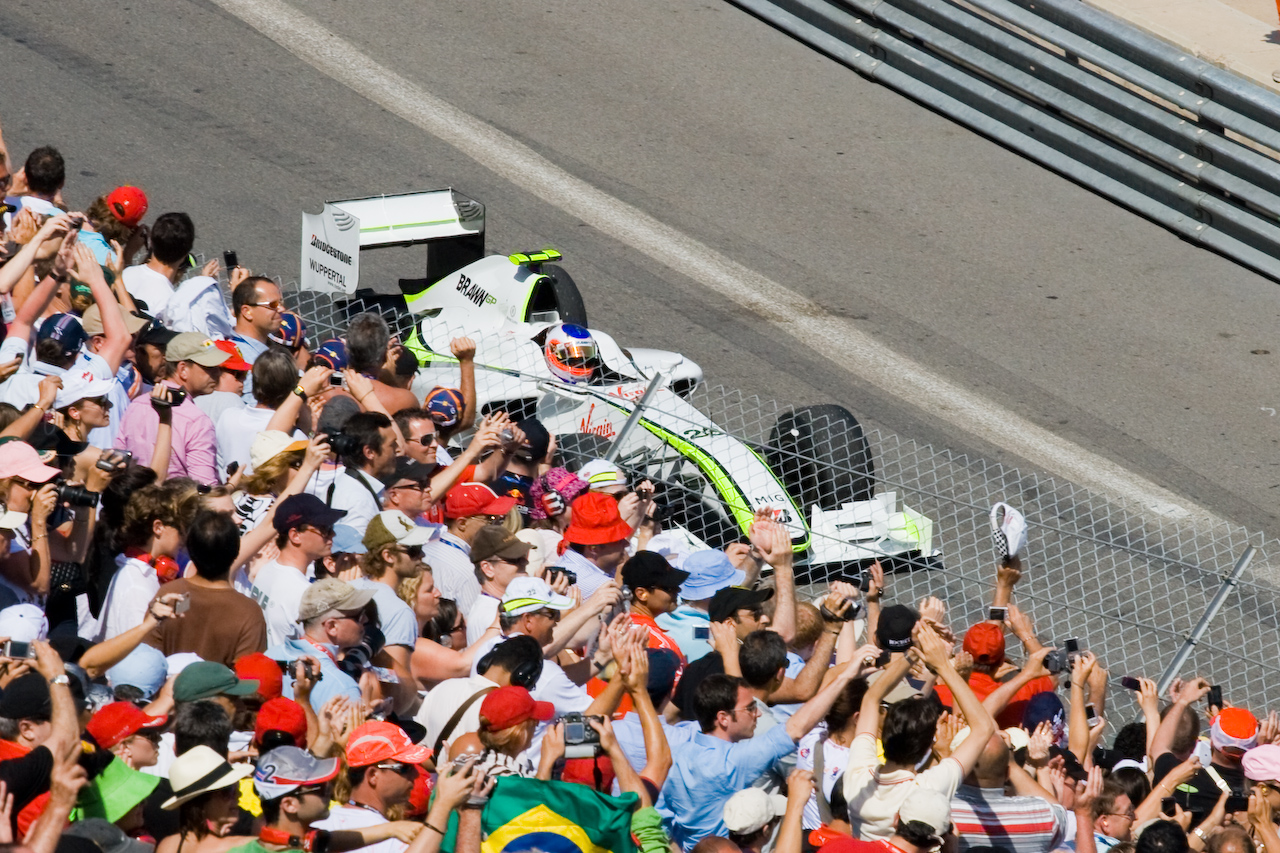
Rubens Barrichello kom på andra platsen i Monacos Grand Prix 2009.

1. Jenson Button, Brawn-Mercedes, 10 poäng
2. Rubens Barrichello, Brawn-Mercedes, 8
3. Kimi Räikkönen, Ferrari, 6
4. Felipe Massa, Ferrari, 5
5. Mark Webber, Red Bull-Renault, 4
6. Nico Rosberg, Williams-Toyota, 3
7. Fernando Alonso, Renault, 2
8. Sébastien Bourdais, Toro Rosso-Ferrari, 1
9. Giancarlo Fisichella, Force India-Mercedes
10. Timo Glock, Toyota
11. Nick Heidfeld, BMW Sauber
12. Lewis Hamilton, McLaren-Mercedes
13. Jarno Trulli, Toyota
14. Adrian Sutil, Force India-Mercedes
15. Kazuki Nakajima, Williams-Toyota

### Förare som bröt loppet
- Heikki Kovalainen, McLaren-Mercedes (varv 51, olycka)
- Robert Kubica, BMW Sauber (28, bromsar)
- Sebastian Vettel, Red Bull-Renault  (15, olycka)
- Nelsinho Piquet, Renault (10, olycksskada)
- Sébastien Buemi, Toro Rosso-Ferrari (10, olycka)